# Fjällbröstad lövtimalia
Fjällbröstad lövtimalia (Illadopsis albipectus) är en fågel i familjen marktimalior inom ordningen tättingar.

## Utseende
Fjällbröstad lövtimalia är en 14 cm lång trastlik timalia. Ovansidan och stjärten är mörkbrun, hjässan mörk olivgrå. På huvudet syns grått på tygel och kind, ett otydligt ljusgrått ögonbrynsstreck samt gråvitt på haka och strupe. Övre delen av bröstet är ljusgrått, ibland med svag mörk fjällning vilket gett arten dess svenska namn.
Fågeln är mycket lik beigebröstad lövtimalia, men skiljer sig förutom läten genom mindre tydligt definierat bröstband, längre och ljusare ben samt kortare borst kring näbben.

## Utbredning och systematik
Fågeln förekommer i norra Demokratiska republiken Kongo, sydöstra Centralafrikanska republiken, södra Sydsudan, Uganda, västra Kenya och nordvästra Tanzania. En isolerad population finns i nordvästra Angola. Den behandlas som monotypisk, det vill säga att den inte delas in i några underarter.

## Levnadssätt
Arten hittas i tät undervegetation i låglänta skogar, i Uganda till 2000 meters höjd. Den ses vanligen enstaka eller i par, ibland även i familjegrupper. Fågeln födosöker mestadels på marken. Födan består av ryggradslösa djur, som myror, skalbaggar, termiter, fjärilslarver, tusenfotingar och små snäckor.

### Häckning
I Demokratiska republiken Kongo har arten noterats häcka året runt. Endast ett bo finns beskrivet, en löst formad grund skål av ruttnande löv som placerats på marken under en ormbunke, vari den lagt två ägg.

## Status och hot
Arten har ett stort utbredningsområde, men tros minska i antal, dock inte tillräckligt kraftigt för att den ska betraktas som hotad. Internationella naturvårdsunionen IUCN listar arten som livskraftig (LC).